# Fröbenbenningmossen
Fröbenbenningmossen är ett naturreservat i Norbergs kommun i Västmanlands län.
Området är naturskyddat sedan 1937 och är 5 hektar stort. Reservatet består av ett stort kärr med skogsholmar där det växer tall, gråal samt glasbjörk.